# Ist (sziget)
Ist (olaszul: Isto) egy sziget az Adriai-tengerben Zárától 21 tengeri mérföldre északnyugatra.

## Fekvése
Ist szigete Molat és Škarda szigetei között fekszik. Molat szigete délkeleten 200 méterre, Škarda szigete északnyugaton 750 méterre fekszik. A sziget hosszúsága 4,2 km, szélessége 4,3 km. Legmagasabb pontjai a 174 méteres Straža és a 163 méteres Vrh gore. Tagolatlan partvonalának hosszúsága 23 km. Nagyobb tengeröblei: a Široka, a Kosirača, a Turtula, és a Mavrela. Déli és délnyugati partja előtt több kis szigetecske (Benušić, Kamenjak, Maslinjak, Črnikovac, Vodenjak, Sestrice, Galiola) található. A szigetet macchia és erdő borítja. Egyetlen települése az azonos nevű falucska.

## Közlekedés
A szigetet kompjárat köti össze Zárával és a környező szigetekkel.

## Története
Istet először 1311-ben említik „Ost” néven, 1527-ben „Isto” néven szerepel. A név illír eredetű, jelentése nem ismert. A betelepülő horvátok már ott találták latin nyelvű őslakosait, akiktől átvették az Ist környéki földfokok és szigetek (Funestrala, Klunda, Mavrela, Skrivadica, Turtula, Pendulj stb.) nevét. 1579-ben feljegyezték, hogy az isti Szent Miklós templom a molati plébános felügyelete alatt áll. 1603-ban Priuli látogatása során Ist szerves része volt a Molatnak alárendelt zapunteli káplánságnak. A zapunteli káplán minden második vasárnap misézett a szigeten, és néha az eucharisztiát is a Szent Miklós templomban tartotta. Nicholas. Ebben az időben az istieket a zapunteli temetőben temették el. A 18. század elején Ist elvált Zapunteltől és önálló plébániává vált. Első plébánosát 1729-ben említik. 
1890-től az istiek nagy szkúnereken kezdtek közlekedni. Ezekben az években kezdtek az emberek Amerikába menni azzal a céllal, hogy pénzt keressenek házépítésre. A legtöbben 6-8 évig tartózkodtak ott. A tömeges távozás 1905 és 1910 között volt. Visszatérésük után sok isti hajót (vitorlás és motoros vitorlás hajót) vásárolt. Hajóinak űrtartalma alapján Ist 1928 és 1940 között a legnagyobb tengerészettel rendelkezett egész Dalmáciában (17 darab 120-650 tonnás hajó). Az általános iskola  1880-ban nyílt meg ugyanabban az épületben, amelyben ma is működik. A mezőgazdasági szövetkezetet 1912-ben alapították. Ugyanebben az évben megalapították a „Ljudevit Gaj” népi olvasókört. 1941 befejeződött a művelődési ház jelenlegi épületének építése. 1925-ben tamburazenekart alapítottak. 1940 őszén elkészült a vízvezeték rendszer a ciszternától a központig. A vízpartot az Osztrák-Magyar Monarchia idejében építették ki, és 1947-ben meghosszabbították. A távíróval rendelkező posta az első világháború kezdete óta létezik, az az épület, amelyben ma a posta és a mentők működnek 1983-ban épült. 1958-ban felépült egy elektromos dízelaggregátorral rendelkező épület, míg az áramot 1966-tól a szárazföldről hozzák. 1856-ban felépült az új Szent Miklós templom. A Straža dombon található a Gyógyító Szűzanya temploma (ismertebb nevén Havas Szűzanya temploma), mely 1800 körül épült és 1930-ban bővítették.

## Gazdaság
A kisszámú lakosság szőlőt, olajbogyót termel és halászatból, valamint a turizmusból él.

## Kultúra
- A sziget gazdag etnológiai örökségét 1774-ben fedezte fel a világ a Alberto Fortis „Viaggio in Dalmazia” című útleírásán keresztül.
- Kornelija Kuvač - Levačić és Patrik Levačić: „Čudnovate priče otoka Ista, prilog proučavanju usmene tradicije i vjerovanja otoka Ista” („Furcsa történetek Ist szigetéről, adalékok a szóbeli hagyomány és az Ist sziget népi hiedelmeinek tanulmányozásához”) – című munkája a helyiek elbeszéléseit tartalmazza a sziget legrégebbi legendáiról.

## Fordítás
Ez a szócikk részben vagy egészben  az   Ist című horvát Wikipédia-szócikk ezen változatának fordításán alapul.  Az eredeti cikk szerkesztőit annak laptörténete sorolja fel. Ez a jelzés csupán a megfogalmazás eredetét és a szerzői jogokat jelzi, nem szolgál a cikkben szereplő információk forrásmegjelöléseként.